# Bart Nolte

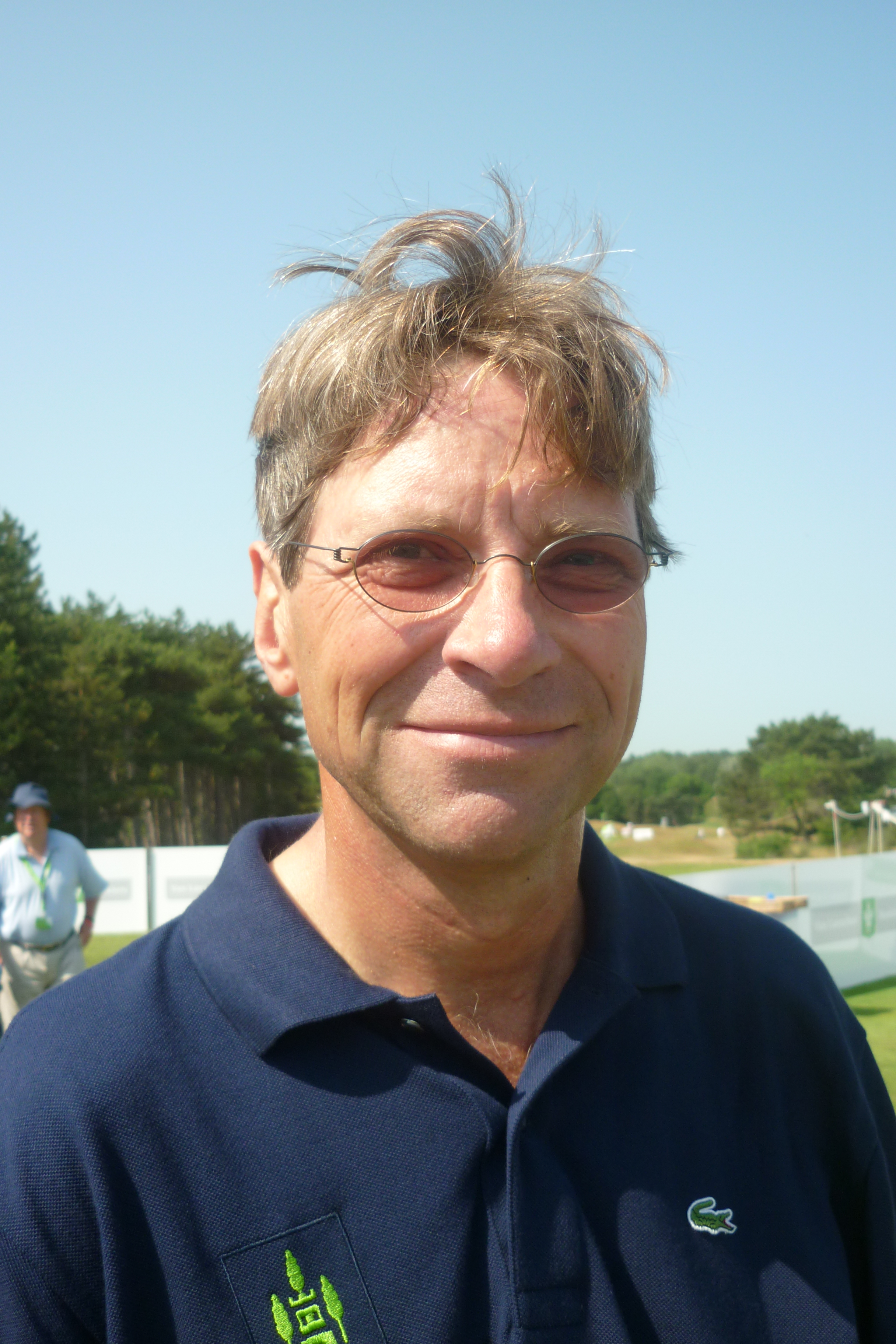
Dutch Senior Open 2010.

Bart Nolte is een Nederlands golfspeler. Hij is sinds 3 november 2011 Lid van Verdienste van de Koninklijke Haagsche Golf & Country Club.

## Golf
In 1986 werd hij 3de op het eerste EuropeAm Golf Championship op de Eindhovensche Golf. Dit was een nieuw toernooi dat sindsdien ieder jaar gehouden wordt. Spelers zijn voormalige winnaars van internationale Europese Amateur wedstrijden.
In 1992 kwamen Bart Nolte, Willem Oege Goslings, Michael Vogel en Rolf Muntz uit voor Nederland in de Eisenhower Trophy, waar ze op de 8ste plaats eindigden. Robbie van Erven Dorens was captain.
In 1993 werd Nolte door de KNGF tot Lid van Verdienste benoemd.
In 2011 speelde hij zijn eerste NK Strokeplay Senioren en won het toernooi met 148 (+4). In 2012 won 2013 won hij wederom.
Gewonnen
Onder meer:
- 1986: Nationaal Open
- 1989: Muscat Golf Open in Oman
- 2010: Amsterdam Cup
- 2011: NK Strokeplay Senioren (148, +4) op Golfclub de Koepel
- 2012: NK Strokeplay Senioren (152, +8) op de Oosterhoutse Golf Club, NK Matchplay Senioren op Golfclub Anderstein
- 2013: NK Strokeplay Senioren (229, +13) op Golfhorst, NK Matchplay Senioren op de Haagsche
- 2014: NK Strokeplay Senioren
- 2017: NK Strokeplay Senioren